# Sinningia schomburgkiana
Sinningia schomburgkiana är en tvåhjärtbladig växtart som först beskrevs av Carl Sigismund Kunth och Peter Carl Bouché, och fick sitt nu gällande namn av Chautems. Sinningia schomburgkiana ingår i släktet Sinningia och familjen Gesneriaceae. Inga underarter finns listade i Catalogue of Life.